# Paweł Huelle
 Poslechnout si článek · info
Paweł Marek Huelle [paveu hyle] (10. září 1957 Gdaňsk – 27. listopadu 2023 Gdaňsk) byl polský spisovatel.

## Biografie
Absolvoval Fakultu polské filologie na Gdaňské univerzitě. Na Lékařské akademii přednášel filozofii. Jako gdaňský rodák se ve většině své tvorby věnuje rodinnému městu a záležitostem s ním spojeným. V 80. letech 20. století byl zapojen do podzemního tisku. V letech 1994–1999 působil jako ředitel Gdaňského centra Polské televize.
Ohlas v Polsku i v zahraničí mu přinesl debutový román Weiser Dawidek (1987), podle kterého natočil v roce 2000 film Wojciech Marczewski.
Paweł Huelle obdržel mnoho prestižních cen. V roce 1997 byl nominován na polskou literární cenu NIKE.[zdroj?]
Zemřel 27. listopadu 2023 v rodném Gdaňsku ve věku šestašedesáti let.

## Dílo
- Weiser Dawidek (1987) – Davídek Weiser (česky 1996)
- Opowiadania na czas przeprowadzki (1991) – Povídky na dobu stěhování
- Wiersze (1994) – Básně
- Pierwsza miłość i inne opowiadania (1996) – První láska a jiné povídky
- Mercedes-Benz. Z listów do Hrabala. (2001) – Mercedes-Benz. Z dopisů Hrabalovi.
- Hans Castorp w Sopocie. Zaginiony rozdział z Czarodziejskiej Góry (2002) – Hans Castorp v Sopotech. Ztracená kapitola z Čarodějské hory
- Byłem samotny i szczęśliwy (2002) – Byl jsem sám a šťasten

## Ocenění
- 1992 Cena Andrease Gryphia